# Ragin
Ragin (russisk: Рагин) er en russisk-østrigsk spillefilm fra 2004 af Kirill Serebrennikov.

## Medvirkende
- Aleksej Guskov som Ragin
- Aleksandr Galibin som Gromov
- Dmitrij Muljar som Khobotov
- Natalja Nikulenko som Anna Ivanovna
- Zoja Burjak som Sanja